# 인도의 경제
인도의 경제는 사회주의 경제체제에서 개혁개방으로 변화한 시장경제체재이다.
서기 1년부터 거의 1700년 동안 인도는 영국의 지배를 받기 전까지 세계 GDP의 35% ~ 40%를 차지하던 부국이었다.
1947년 영국으로부터 독립한 이후 집권한 자와할랄 네루는 상공업 사회를 지향했다. 하지만 그는 상공업자들을 불신했으며 사적 이윤만을 추구하는 상공업자들이 정부의 엄격한 통제와 관리 아래 있어야 한다고 생각했다. 그래서 중공업을 비롯한 기간산업을 모두 국영화했고 기업설립과 확장 등을 정부의 철저한 검토를 받아야 하는 허가제를 도입하는 등 사회주의형 통제경제 모형을 추구했다. 이에 따라 성장 잠재력이 억제되었다고 생각된다.
인도의 경제는 1960년대 중반에 위기를 맞아 15년간 부진한 성장을 보여왔다. 1979년 석유 파동으로 위기를 경험했으며 1991년에 외환위기를 맞았다. 외환위기를 극복한 이후 1992년부터 2002년까지 연평균 5.8%의 높은 GDP성장률을 기록했으며 2005년부터 2007년까지는 9%의 성장률을 보이기도 했다. 인도는 다른 개발도상국과는 달리 제조업이 아닌 IT와 서비스업 중심으로 성장했으며 이는 국제 시장에서의 영향력 증가와 인도 시장에 대한 관심을 도모할 수 있었다.

## 역사

### 현대

#### 1951년 ~ 1979년, 네루식 사회주의

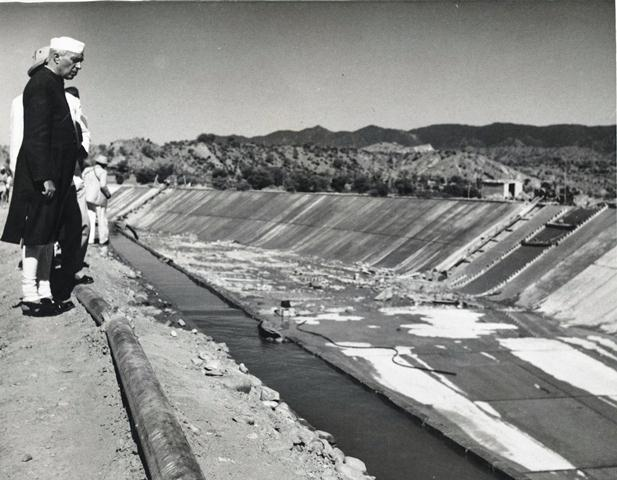
운하 건설을 지켜보는 네루

이 시기는 네루의 사회주의를 시험하는 30년 동안의 시기였다. 식민지 지배로 인하여 왜곡된 경제구조와 시장실패를 바로잡기 위해 대부분의 기간산업을 국가가 관장하고 수입대체정책을 통해 기간산업을 육성하고 경제적 자립을 이루고자 했던 시기이다. 이 시기는 낮은 성장률을 보인 저성장 시대였다. 이 시기는 제 1차 경제계획이 시작된 1951년부터 제 3차 경제계획이 완료된 1965년까지의 15년간으로 인도산업 발전의 기반을 형성한 시기라고 할 수 있다. 이 시기는 낮은 성장률을 보인 시대였으나 경제계획과 사회안정을 이루고자 노력한 시기였다.
농업발전을 위한 관개수로의 확장, 중화학공업 육성 등 인프라와 기간 산업 육성은 국가 주도로 이뤄졌다. 정부의 투자는 전기, 가스, 수도 및 운송업 등 인프라에 집중되었다. 그러나 이 시기에 도입된 수입대체정책은 이후 인도의 외환부족과 인도 경제의 발전을 저해하게 되었다. 수입대체정책은 외환부족을 가져왔고 외화의 부족은 외환 관리를 위해 수출입에 대한 규제를 강화했고 이는 다시 외화부족으로 연결되는 악순환을 가져와 외환위기를 겪게되는 악순환을 가져왔다.
1966년부터 1979년까지 수입대체정책과 국유화 정책이 더욱 강력하게 시행되었고 이에 따라 경제 활동과 성장률이 크게 위축되었다. 1965년과 1966년에는 극심한 가뭄을 겪었고 인도와 파키스탄 간의 전쟁이 발발했다. 1969년에는 과점방지법, 1973년에는 외국환관리법이 도입되었으며 많은 은행과 보험사들이 국유화되었고 산업허가제가 강화되어 민간의 투자가 위축되었으며 수출입에 대한 규제의 증가로 대외 거래도 감소하였다. 수입제한 정책으로 제조업을 비롯한 2차 산업이 위축되었는데 수입제한으로 자본재 수입이 부진하게 되어서이다.

#### 1980년 ~ 1990년, 개혁개방과 경제위기
제조업 생산성 저하에 대한 이 시기의 자각은 1980년대 초 규제 완화와 대외개방에로의 경제정책 방향 선회를 가져왔다. 자유주의 시장경제로 전환한 경제정책이 미치는 인도 경제에의 파급력은 컸다. 이 시기의 특징은 자본재 수입관련 규제가 크게 완화되면서 기계장비에 대한 투자와 민간투자가 크게 증가하여 생산성이 향상되었으며 대외적으로 국제 유가가 안정됨에 따라 인도 내 물가가 안정되어 민간 소비가 증대되었다. 또한 풍작으로 농수산물 부문의 높은 성장률이 경제 성장에 기여하기도 하였다. 하지만 이 시기의 과도한 재정 지출 및 부채 누적과 경상수지 적자에 따른 외환보유고 감소 등 내부적인 위기 요인들은 1991년 인도 외환위기라는 결과를 가져왔다.

#### 1991년 ~ 2003년, 외환위기의 극복
인도는 외환위기를 극복하기 위해 경제 전반에 걸쳐 적극적인 개혁과 개방 정책을 추진했다. 인도 경제의 구조적 변화는 일반적인 개발도상국들과 다른 양상을 띄었다. 일반적으로 농수산업에서 광업, 공업으로 이전된 뒤, 서비스업 중심 사회로 이동하는 수순을 따르는 것과 달리 IT관련 부문이 18.4%라는 높은 성장률을 기록하였고 금융산업도 10%의 성장세를 이어감에 따라 서비스업 성장률이 7.1%로 높아져 경제성장을 주도하였으며 제조업도 6%대의 성장세를 보였다. 인도의 경우 농업중심 사회에서 광업, 공업으로 이전하는 단계를 거치지 않고 바로 서비스업 중심 사회로 이전되었다.

## 자료
| 연도 | GDP (in Bil. US$PPP) | 일인당 GDP (in US$ PPP) | GDP (in Bil. US$nominal) | 일인당 GDP (in US$ nominal) | GDP 성장률 (실질) | 인플레이션율 (%) | 실직율 (%) | 정부 부채 (GDP 중 %) |
| ---- | -------------------- | ----------------------- | ------------------------ | --------------------------- | ----------------- | ---------------- | ---------- | -------------------- |
| 1980 | 371.9                | 532.0                   | 189.4                    | 271.0                       | 5.3%              | 11.3%            | n/a        | n/a                  |
| 1981 | 431.5                | 603.2                   | 196.5                    | 274.7                       | 6.0%              | 12.7%            | n/a        | n/a                  |
| 1982 | 474.1                | 647.5                   | 203.5                    | 278.0                       | 3.5%              | 7.7%             | n/a        | n/a                  |
| 1983 | 528.6                | 705.3                   | 222.0                    | 296.3                       | 7.3%              | 12.6%            | n/a        | n/a                  |
| 1984 | 568.6                | 741.4                   | 215.6                    | 281.1                       | 3.8%              | 6.5%             | n/a        | n/a                  |
| 1985 | 617.4                | 787.1                   | 237.6                    | 302.9                       | 5.3%              | 6.3%             | n/a        | n/a                  |
| 1986 | 659.9                | 822.8                   | 252.8                    | 315.2                       | 4.8%              | 8.9%             | n/a        | n/a                  |
| 1987 | 703.0                | 857.7                   | 283.8                    | 346.2                       | 4.0%              | 9.1%             | n/a        | n/a                  |
| 1988 | 797.9                | 952.7                   | 299.6                    | 357.8                       | 9.6%              | 7.2%             | n/a        | n/a                  |
| 1989 | 878.5                | 1,027.0                 | 301.2                    | 352.2                       | 5.9%              | 4.6%             | n/a        | n/a                  |
| 1990 | 961.8                | 1,101.3                 | 326.6                    | 374.0                       | 5.5%              | 11.2%            | n/a        | n/a                  |
| 1991 | 1,004.8              | 1,127.4                 | 274.8                    | 308.4                       | 1.1%              | 13.5%            | 5.6%       | 75.3%                |
| 1992 | 1,084.1              | 1,192.2                 | 293.3                    | 322.5                       | 5.5%              | 9.9%             | 5.7%       | 77.4%                |
| 1993 | 1,162.5              | 1,253.5                 | 284.2                    | 306.4                       | 4.8%              | 7.3%             | 5.7%       | 77.0%                |
| 1994 | 1,266.4              | 1,339.2                 | 333.0                    | 352.2                       | 6.7%              | 10.3%            | 5.7%       | 73.5%                |
| 1995 | 1,390.8              | 1,442.9                 | 366.6                    | 380.3                       | 7.6%              | 10.0%            | 5.8%       | 69.7%                |
| 1996 | 1,523.2              | 1,550.6                 | 399.8                    | 407.0                       | 7.6%              | 9.4%             | 5.7%       | 66.0%                |
| 1997 | 1,612.3              | 1,610.8                 | 423.2                    | 422.8                       | 4.1%              | 6.8%             | 5.6%       | 67.8%                |
| 1998 | 1,731.2              | 1,698.1                 | 428.8                    | 420.6                       | 6.2%              | 13.1%            | 5.7%       | 68.1%                |
| 1999 | 1,904.2              | 1,834.4                 | 466.9                    | 449.8                       | 8.5%              | 5.7%             | 5.7%       | 70.0%                |
| 2000 | 2,024.7              | 1,916.3                 | 476.6                    | 451.1                       | 4.0%              | 3.8%             | 5.6%       | 73.6%                |
| 2001 | 2,172.7              | 2,021.1                 | 494.0                    | 459.5                       | 4.9%              | 4.3%             | 5.6%       | 78.7%                |
| 2002 | 2,292.8              | 2,097.1                 | 524.0                    | 479.2                       | 3.9%              | 4.0%             | 5.5%       | 82.9%                |
| 2003 | 2,523.8              | 2,270.6                 | 618.4                    | 556.3                       | 7.9%              | 3.9%             | 5.6%       | 84.4%                |
| 2004 | 2,795.0              | 2,474.2                 | 721.6                    | 638.8                       | 7.8%              | 3.8%             | 5.6%       | 83.4%                |
| 2005 | 3,150.3              | 2,745.1                 | 834.2                    | 726.9                       | 9.3%              | 4.4%             | 5.6%       | 81.0%                |
| 2006 | 3,548.3              | 3,044.5                 | 949.1                    | 814.4                       | 9.3%              | 6.7%             | 5.6%       | 77.2%                |
| 2007 | 4,001.4              | 3,381.8                 | 1,238.7                  | 1,046.9                     | 9.8%              | 6.2%             | 5.6%       | 74.1%                |
| 2008 | 4,236.8              | 3,528.7                 | 1,224.1                  | 1,019.5                     | 3.9%              | 9.1%             | 5.4%       | 72.8%                |
| 2009 | 4,625.5              | 3,798.5                 | 1,365.4                  | 1,121.2                     | 8.5%              | 12.3%            | 5.5%       | 71.5%                |
| 2010 | 5,161.4              | 4,181.7                 | 1,708.5                  | 1,384.2                     | 10.3%             | 10.5%            | 5.5%       | 66.4%                |
| 2011 | 5,618.4              | 4,493.7                 | 1,823.1                  | 1,458.1                     | 6.6%              | 9.5%             | 5.4%       | 68.6%                |
| 2012 | 6,153.2              | 4,861.2                 | 1,827.6                  | 1,443.9                     | 5.5%              | 10.0%            | 5.4%       | 68.0%                |
| 2013 | 6,477.5              | 5,057.2                 | 1,856.7                  | 1,449.6                     | 6.4%              | 9.4%             | 5.4%       | 67.7%                |
| 2014 | 6,781.0              | 5,233.9                 | 2,039.1                  | 1,573.9                     | 7.4%              | 5.8%             | 5.4%       | 67.1%                |
| 2015 | 7,159.8              | 5,464.9                 | 2,103.6                  | 1,605.6                     | 8.0%              | 4.9%             | 5.4%       | 69.0%                |
| 2016 | 7,735.0              | 5,839.9                 | 2,294.8                  | 1,732.6                     | 8.3%              | 4.5%             | 5.4%       | 68.9%                |
| 2017 | 8,276.9              | 6,112.1                 | 2,702.9                  | 1,958.0                     | 6.8%              | 3.6%             | 5.4%       | 69.7%                |
| 2018 | 9,023.0              | 6,590.9                 | 2,702.9                  | 1,974.4                     | 6.5%              | 3.4%             | 5.3%       | 70.4%                |
| 2019 | 9,540.4              | 6,897.8                 | 2,835.6                  | 2,050.2                     | 3.9%              | 4.8%             | 5.3%       | 75.0%                |
| 2020 | 9,101.3              | 6,517.8                 | 2,671.6                  | 1,913.2                     | -5.8%             | 6.1%             | 8.0%       | 88.5%                |
| 2021 | 10,370.8             | 7,355.4                 | 3,150.3                  | 2,234.3                     | 9.1%              | 5.5%             | 6.0%       | 84.7%                |
| 2022 | 11,855.4             | 8,329.3                 | 3,386.4                  | 2,379.2                     | 7.2%              | 6.7%             | n/a        | 83.1%                |
| 2023 | 13,033.4             | 9,073.0                 | 3,736.9                  | 2,601.4                     | 6.5%              | 4.9%             | n/a        | 83.2%                |
| 2024 | 14,165.5             | 9,773.0                 | 4,062.2                  | 2,802.5                     | 6.3%              | 4.4%             | n/a        | 83.7%                |
| 2025 | 15,330.6             | 10,484.8                | 4,547.2                  | 3,146.8                     | 6.9%              | 4.1%             | n/a        | 83.8%                |
| 2026 | 16,563.8             | 11,232.6                | 4,765.5                  | 3,231.7                     | 6.1%              | 4.1%             | n/a        | 83.8%                |
| 2027 | 17,877.0             | 12,024.0                | 5,153.0                  | 3,465.9                     | 6.0%              | 4.0%             | n/a        | 83.7%                |

## 분야

### 농업
섬유인 황마 생산량에서 세계에서 가장 많은 양을 생산하고 있다. 콩과 식물의 생산량 또한 1위이며 쌀, 밀, 땅콩 등은 중국에 이어 2위의 생산량을 보이고 있다. 그러나 인도의 농업 생산량은 농업개혁 이후로 감소했으며 산업화와 도시화로 농지 면적의 축소가 이뤄졌다. 생산요소 수준의 더딘 성장은 인도농업에 걸림돌이 되고 있는데, 예를 들어 운송업과 인프라의 더딘 발달로 상당량의 농산물이 부패하는 등의 문제점을 가지고 있다. 인도 농업에 대한 투자는 1960년대 이후 상승하였고 1970년대 중반에 들어서 한층 더 강화되었다. 이 중에서 높은 공공부문의 투자가 있었으나 1991년 채택된 경제개혁 이후 지속적으로 공공부문의 투자가 감소했다. 이러한 농업 투자의 감소는 농업 성장의 감소로 이어졌다. 게다가 농업의 무역조건은 악화되어 1990년대 말 농부들의 소득이 감소하고 농가 부채가 증가하는 결과를 낳았다. 자본조달은 어려워 자본조달능력이 제한적인 소작농과 빈농이 75% 이상을 차지함에도 제도권 안에서의 대출이 어렵다. 농촌지역에서는 신용금고가 감소하여 농업신용의 분배가 불평등하게 이뤄지고 있다.

### 제조업
인도 정부는 제조업을 육성하기 위한 투자를 계속하고 있다. 서비스업보다 제조업이 벌어들인 같은 매출이 더 많은 부가가치와 고용을 창출하기 때문인데, 이를 위해선 인프라 투자가 중요하다. 전력공급이 부족하고 원자재와 제품 이동에 필요한 도로와 항만시설이 부족하다면 제조업의 발전을 기대하기 어렵기 때문이다. 하지만 인도의 재정적자는 제조업 기반 형성에 필요한 인프라 투자를 제한시켰다. 제조업의 취약함은 인도 경제의 불안정성을 키운 요인으로 꼽힌다. 열악한 인프라 뿐만 아니라 잦은 정권 교체에 따른 정책 혼선과 지방정부의 지역 이기주의, 토지 소유권에 대한 분쟁, 정치적 부패는 외국인들에게 투자 매력을 떨어뜨리는 원인으로 작용했다.

### 서비스업
인도는 남아시아 국가들과 마찬가지로 서비스업 비중이 높은 편이다. 인도는 다른 개발도상국들과 달리 농업 중심 경제에서 바로 서비스업 중심 사회로 변화했다. 이는 생산성 증대에 대한 결과로 인도 경제에 긍정적인 영향을 주지는 못하나 서비스업 주도 성장은 불가피해 보인다. 이에는 여러 가지 가설이 있는데 이중 하나로 중간재로서의 수요증가가설이 있다. 제조업이 생산의 전문화를 추구하는 과정에서 각종 서비스를 외주화했고 이 과정에서 비즈니스 서비스가 급속도로 발전했다는 가설이다. 마케팅, 광고, 연구 개발, 디자인이 하나의 중간재로 사용되는 현상은 서비스의 생산을 더욱 촉진했다. 이는 인도의 특수성과 제조업 성장의 정체, 경제 정책 및 규제, 식민지 경험이 복합적으로 작용한 결과라고 보는 것이 맞다.

## 통화
인도의 루피화는 공식 부문에서 그다지 눈에 띄는 역할을 하지 못하는 것으로 보인다. 준비통화로서의 사용은 이뤄지고 있으나 개입통화로서의 역할에서도 해당된다는 것은 아니다. 루피화의 가치는 상당히 불안정한데 이 때문에 국제 무역과 외국인 투자의 유치에서 어려움을 주고 있다.
1947년 인도 독립 후 인도는 1달러는 1루피로 루피화의 환율을 달러화에 대한 고정환율로 사용해오다 1951년 인도 정부는 경제 개발 5개년 계획을 발표했고, 1966년 인도 정부는 수출을 늘리기 위해 루피화의 가치를 평가절하했다. 1973년 석유 파동이 발생했고 원유 가격이 폭등하자 불법적인 환율 거래를 막기 위해 외국환관리법을 제정하였다. 1985년 국내 생산이 감소하면서 루피화의 가치가 급락했다. 1991년 인도 경제 위기로 정치 경제적으로 큰 혼란이 있었고 루피화의 가치가 더욱 평가 절하되었는데 이는 인도의 통화 정책이 고정환율제에서 변동환율제로 바뀌는 계기가 되었다. 몇 가지 개혁 조치가 단행되었고 인도는 이 상황을 타계하기 위해 IMF의 권고를 받아들이게 된 것이다. 변동환율제를 도입한 배경에는 두 가지 이유가 있었는데 국제시장에서의 경쟁력 강화, 고정환율제 아래에서 내외자금의 격차를 이용한 투기를 막기 위한 목적이 있었다.
먼저 경쟁력 강화 측면에서의 변동환율제 도입은 고정환율제를 채택한 상황에서 물가가 상승하게 되면 물가가 상승한 국가의 경쟁력은 감소하게 되며 외화 부족으로 어려움을 겪을 수 있다는 우려에서였다. 국제 수지의 균형을 유지하기 위해 국가는 물가 수준을 낮추려는 목적에서 거시적 방식을 활용하게 되는데 이는 변화를 위한 상당한 노력과 희생을 요구한다. 따라서 물가 상승에 대한 보상으로 환율을 감소시키는 것에서 벗어나고 경쟁력을 유지하는 것이 더 낫다는 판단이 작용했던 것이다. 내외자금의 격차를 이용한 투기란 기존의 화폐 평가가 절하될 때 투기자본은 이 이동이 순간적이라는 것을 인지하고 미래에 시세 차익을 얻으려고 이동하게 된다. 따라서 실제 화폐의 평가 절하는 그 효과가 반감될 수밖에 없다. 변동환율제는 이러한 외부 충격으로부터 국가재정을 보호한다. 브레튼 우즈 체제에서 무역 적자는 국내 경기 위축을 가져온다. 하지만 변동환율체제에서 환율은 이러한 충격을 보호하기 위해 조정되어 수요, 경상수지, 경쟁력을 유지하게 된다는 논리이다.
1992년 하샤드 메타의 금융 사기 사건으로 인도의 단속 기구인 인도 주식거래부(Securities and Exchange Board of India)가 설립되었고, 루피화는 수출을 장려하기 위해 다시 한 번 평가절하되었으며 이중환율(dual exchange rate)이 도입되었다. 인도는 인도준비은행을 통해 이중환율을 자유환율제도(liberalised exchange rate system)에 적용했었는데, 1993년 시장고정환율로 개정했다. 이를 통해 시장심리에 의해 루피화는 자유롭게 변동되게 되었으며 중앙은행의 개입을 통해 보호받을 수 있었다. 1993년 수입 허가제가 폐지되고 모든 부문에 걸쳐 관세가 할인되었다. 그 뒤로 아시아 외환위기가 발생한 1997년에는 재무부 장관인 팔라니아판 치담바람이 자신이 주장하던 세금을 낮추는 정책을 실행했다. 1999년엔 기존의 외국환관리법이 개정되었다.

## 문제점
인도는 개혁개방을 하였으나 여전히 계획경제의 잔재가 존재하고 있다. 연립정부를 구성하는 인도 공산당을 비롯한 좌파 정당, 정부기관의 과도한 규제, 공무원들의 부패와 고압적인 태도가 장애요인이 되고 있다. 인도의 은행은 재무구조가 건실하다고 평가되고 있으나 실제로는 산업의 성장을 뒷받침하는 역할에는 소극적인 채 방어적 경영을 이어가고 있으며 은행의 75%가 정부 소유로 되어있는 은행이다. 금융개혁에 대한 요구가 있으나 기득권층의 반발로 금융개혁이 이뤄지지 못하고 있다. 물부족과 전력부족 문제를 안고 있으며 이로 인한 도시 생활의 어려움으로 농촌에서 도시로 인구의 이동이 이뤄지지 못하고 있다.
열악한 인프라도 성장에 걸림돌이 되고 있는데, 정부의 예산 적자는 인프라 투자를 더욱 어렵게 하고 있다. 40%를 상회하는 문맹률과 취학 연령 아동의 20%가 취학을 하지 않는 교육 문제 또한 문제점으로, 불가촉천민 이하의 하층 카스트에 대한 교육 기회를 주자는 주장과 달리 국민교육에 대한 외면은 취약한 교육의 원인이 되었다. 개혁이 제대로 이뤄지지 못한 상황에서의 높은 성장률은 인플레이션이라는 부담으로 나타났으며 노동시장에서의 경직성 때문에 기업들은 투자확대를 꺼리고 있다. 노동시장에서 계약직 노동은 경제특별지구 이외에는 금지되어 있다. 2억 6천만 명에 달하는 절대빈곤층 문제와 저축률은 증가하지 못한 반면 소비는 늘어남에 따른 문제로 경상수지가 압박을 받고 있으며 대출률이 지나치게 높아진 측면도 없지 않아 있다. IT산업은 성장했으나 전문 인력이 이를 뒷받침하지 못해 형성된 높은 임금 문제는 국제경쟁력 하락이라는 결과를 낳고 있다고 지적된다.

## 같이 보기
- 대침체
- 1970년대 에너지 위기
- 1973년 석유 파동
- 1997년 아시아 금융 위기
- 닷컴버블
- 2007~2008년 세계 금융 위기
- 코로나19 경기후퇴

## 참고자료
- 이천우 (2010년 2월 10일). 《신아시아 경제론》. 두남.